# Козыревка (Костанайская область)
Козыревка (каз. Козырев) — село в Тарановском районе Костанайской области Казахстана. Входит в состав Новоильиновского сельского округа. Код КАТО — 396459500.
Участок Козыревский был запланирован в 1900 году в урочище Басыгар на левом берегу реки Тобол Дамбарской казахской кочевой волости Кустанайского уезда. 
С 1903 года началось его заселение переселенцами из южных губерний Российской империи. До 1925 года входил в состав Валерьяновской волости Кустанайского уезда. 

## Население
В 1999 году население села составляло 233 человека (125 мужчин и 108 женщин). По данным переписи 2009 года, в селе проживал 161 человек (77 мужчин и 84 женщины).